# Mark Damon Espinoza
Mark Damon Espinoza (Beaumont, Texas, 24 de junho de 1960) é um ator americano conhecido pelo papel na série Beverly Hills 90210.
Em 2010 participou da série House MD na 6ª temporada no eposódio "Um Dia Daqueles".